# Studence, Hrastnik
Studence so naselje v Občini Hrastnik.